# سقرچین (خدابنده)
سقرچین (خدابنده)، روستایی از توابع بخش بزینه‌رود شهرستان خدابنده در استان زنجان ایران است.

## جمعیت
این روستا در دهستان زرینه‌رود (خدابنده) قرار دارد و براساس سرشماری مرکز آمار ایران در سال ۱۳۹۰، جمعیت آن ۴۲۳نفر (۱۰۲خانوار) بوده‌است.